# Володимирівка (Березівський район)
Володи́мирівка — село Чогодарівської сільської громади у Березівському районі Одеської області, Україна. Населення становить 58 осіб.

## Населення
Згідно з переписом УРСР 1989 року чисельність наявного населення села становила 65 осіб, з яких 32 чоловіки та 33 жінки.
За переписом населення України 2001 року в селі мешкали 52 особи.

### Мова
Розподіл населення за рідною мовою за даними перепису 2001 року:
| Мова       | Відсоток |
| ---------- | -------- |
| українська | 91,38 %  |
| молдовська | 8,62 %   |